# Kiro Gligorov
Kiro Gligorov (makedonsky cyrilicí Киро Глигоров; vlastním jménem Kiro Pančev – Киро Панчев; (3. května 1917 ve Štipu - 1. ledna 2012 ve Skopje) byl severomakedonský politik a právník. V letech 1991-1999 byl prvním demokraticky zvoleným prezidentem nezávislé republiky Makedonie.

## Životopis
Gligorov vystudoval práva na univerzitě v Bělehradě a během 2. světové války byl členem antifašistického odboje. Podílel se na ustavení Socialistické republiky Makedonie v rámci Jugoslávie, kde zastával různé funkce, než mu bylo koncem 70. let zabráněno účastnit se politického života.
Gligorov se stal prezidentem dosud jugoslávské Makedonie 27. ledna 1991, po prvních svobodných volbách v zemi. Gligorov, v té době již bezpartijní, se stal klíčovým a široce respektovaným politikem, neboť za jeho mandátu se odehrály pro Makedonii zásadní změny: v listopadu 1991 vyhlásila republika nezávislost a jako jediná odešla z jugoslávského svazku bez války. Gligorov dále vyjednal stažení jugoslávských vojsk, diplomatické uznání okolními státy (včetně dosud napjatých vztahů s Řeckem) a zemi orientoval směrem k Evropské unii a NATO.
4. října 1995 přestál Gligorov atentát. Po šesti týdnech, kdy byl zastupován Stojanem Andovem, pokračoval v druhém prezidentském období. Když roku 1999 odcházel z úřadu, byl ve svých 82 letech nejstarším prezidentem na světě. I po devadesátce se účastnil veřejného života.

## Vyznamenání
- velká čestná dekorace ve stříbře na stuze Čestného odznaku Za zásluhy o Rakouskou republiku, Rakousko, 1968[3]
- velkokříž Řádu prince Jindřicha, Portugalsko, 28. července 1976[4]
- Řád jugoslávské hvězdy se stuhou, Jugoslávie
- Řád bratrství a jednoty, Jugoslávie
- Řád práce I. třídy, Jugoslávie
- Jubilejní medaile 65. výročí vítězství ve Velké vlastenecké válce 1941–1945, Rusko